# South East Mountain
Der South East Mountain ist ein 492 Meter hoher Gipfel des zentralen Schichtvulkans im Süden der karibischen Insel Grenada. Er bildet zusammen mit Mount Lebanon (598 m), Mount Sinai (594 m) und Mount Maitland (397 m) einen Bergkamm, der sich von St. George’s im Südwesten nach Nordosten zieht und am Balthazar River in der Nähe von Grenville endet.